# 備中高梁インディアントマト焼そば
備中高梁インディアントマト焼そば（びっちゅうたかはしインディアントマトやきそば）は岡山県高梁市のB級ご当地グルメ料理。インディアントマト焼きそば、備中高梁Ｂ級グルメ・インディアントマト焼そばと呼ばれることもある。
昭和50年代に高梁市の学校給食で提供されていたカレー味の焼きそば「インディアン焼そば」は児童に人気が高かった。このインディアン焼きそばに高梁の名産の1つであるトマトを加えてアレンジしたのが備中高梁インディアントマト焼そばである。高梁商工会議所ではまちづくりを目的として「備中高梁食援隊」を組織し、高梁市の名産品を用いた料理、インディアン焼そば、こんにゃくたこ焼、ゆずみそカツ丼の3品の積極的な広報を行っている。
トマトは提供する角切り、トマトソースにするなど店舗によってアレンジされている。
2011年には、高梁市立川上小学校でインディアントマト焼きそばが給食として提供されたことが『TBSニュースバード』で2011年10月26日に報道された。
2016年には、備中高梁食援隊がレトルト版の商品を開発した。